# Abadía de la Santa Cruz (Irlanda)

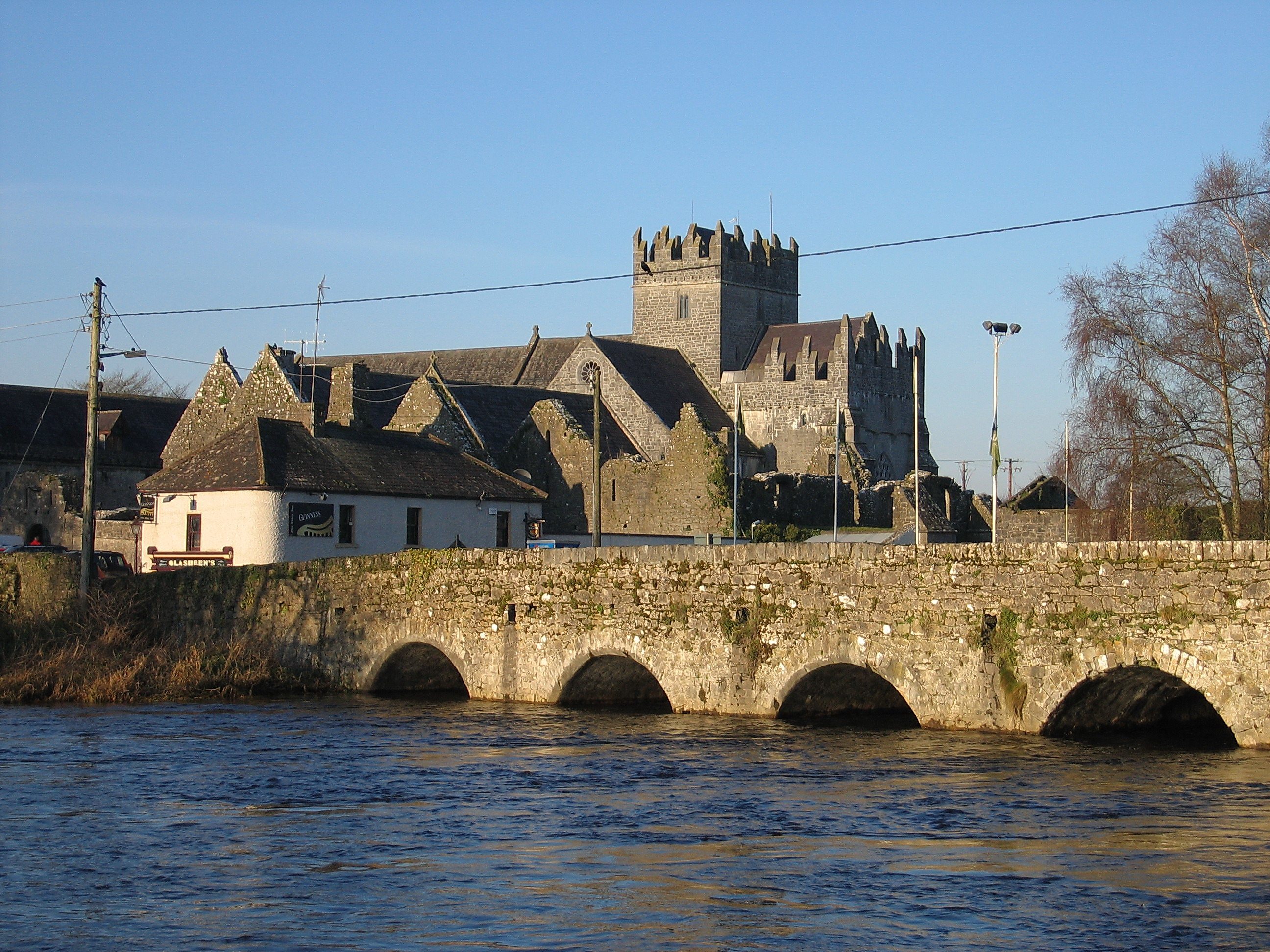
La abadía de la Santa Cruz vista desde el río Suir.

La Abadía de la Santa Cruz (en inglés Holy Cross Abbey y en irlandés Mainistir na Croise Noafa) es un monasterio cisterciense en Holycross cerca de Thurles en el condado de Tipperary en Irlanda.
La abadía fue fundada en 1169 por los Benedictinos pasando a manos de los cistercienses en 1180.
Un fragmento del Lignum Crucis fue traído a Irlanda por la reina Plantagenet Isabel de Angulema, alrededor de 1123. Ella era la viuda de Juan Sin Tierra guardando la reliquia en el monasterio cisterciense de Thurles, que ella restauró completamente cambiándole el nombre al actual.
Con el tiempo la abadía y la reliquia sagrada se convirtieron en un centro de peregrinación muy importante; durante la Reforma se convirtió en un lugar de encuentro de la víctimas de la persecución, como símbolo e inspiración de la fe católica.
La reliquia fue expuesta por última vez para su veneración pública en 1632 y tras la guerra de Cromwell la abadía quedó en ruinas.
En 1882 la abadía se convirtió en Monumento Nacional.
En el 850 aniversario, el 21 de enero de 1969 la abadía fue restaurada convirtiéndose en un templo católico. El sacristán de la Basílica de San Pedro de la Ciudad del Vaticano cedió una reliquia autentificada de la cruz de Cristo, un emblema de la Cruz de Jerusalén o cruz de las cruzadas fue donada a la abadía.

## Galería

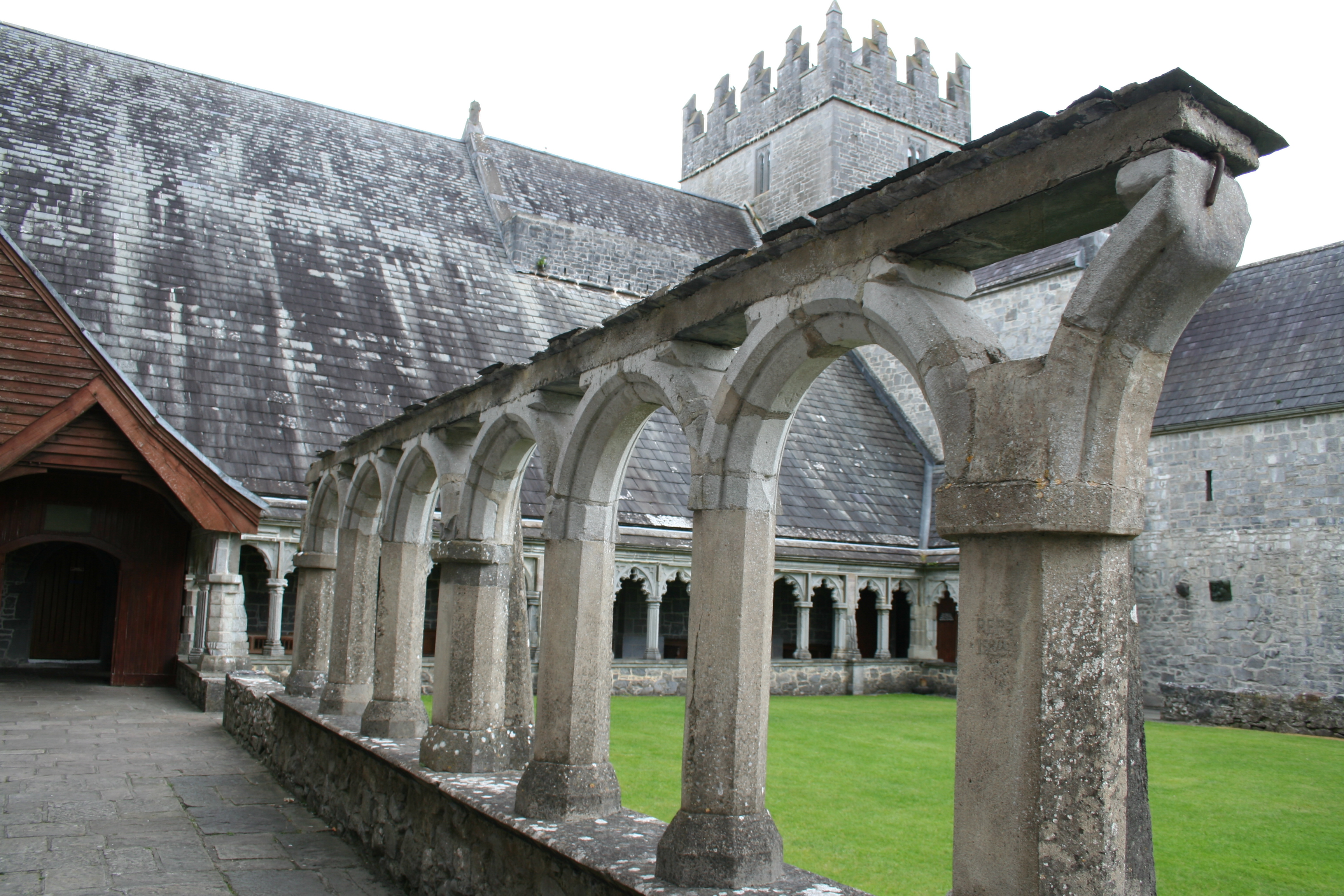
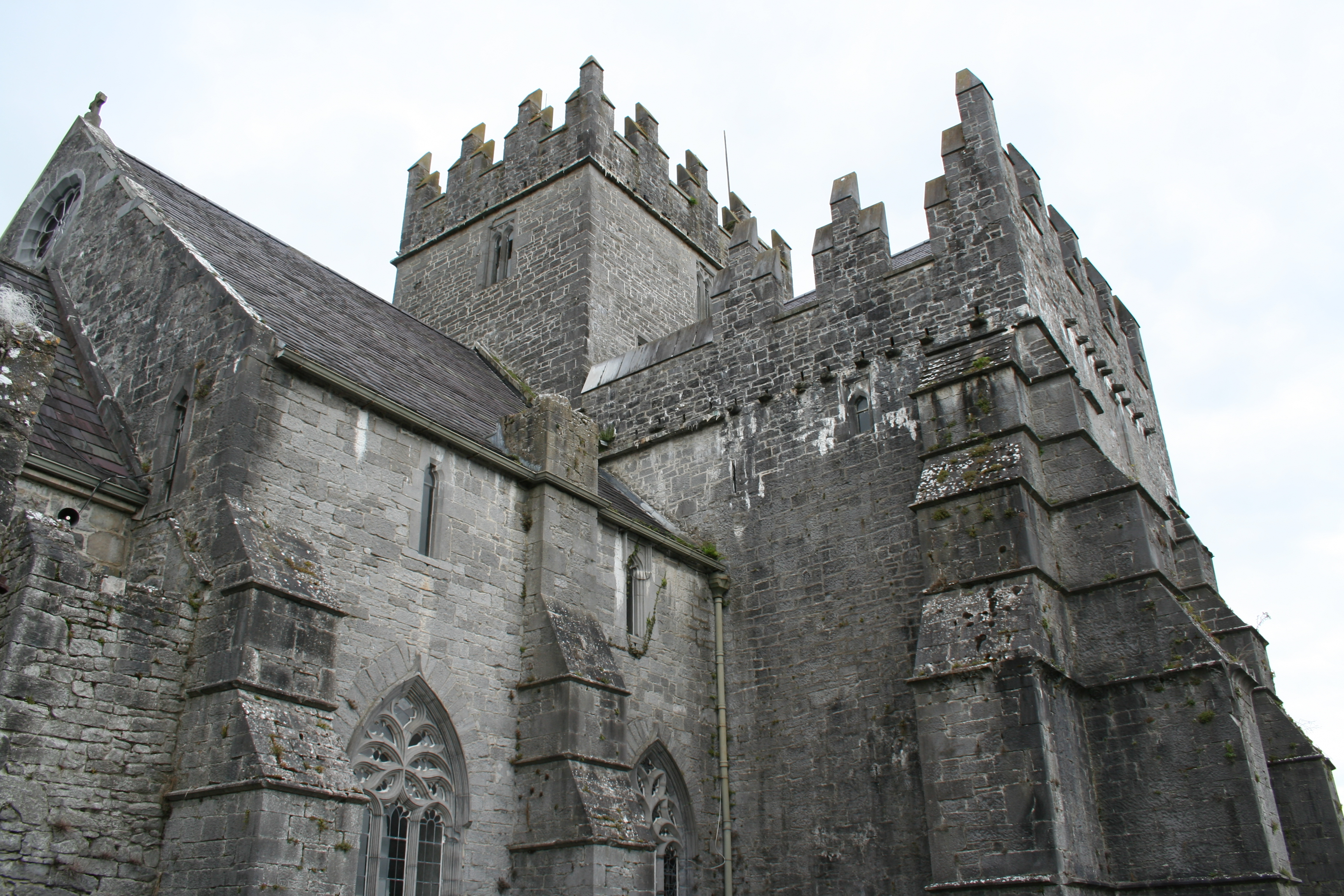
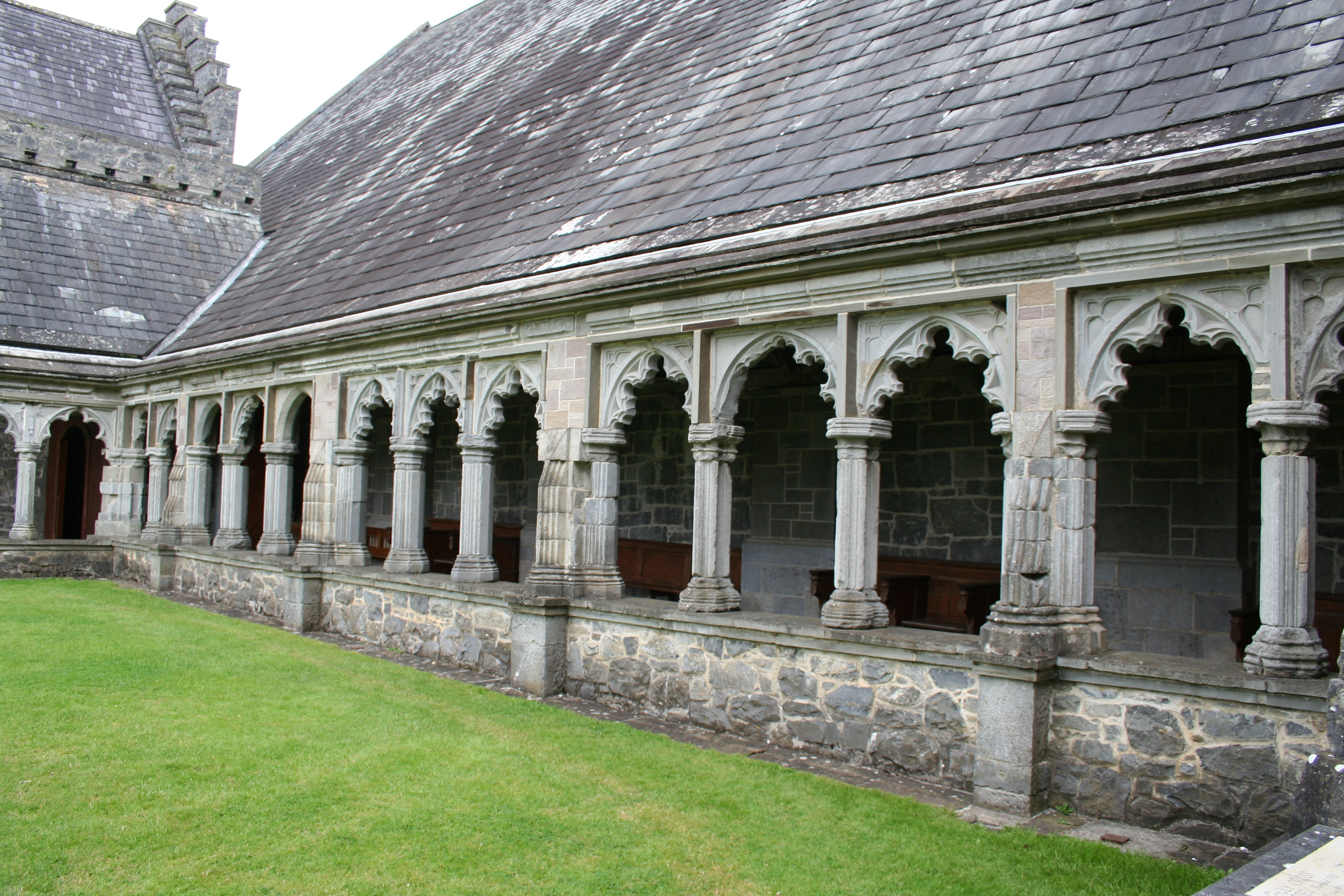
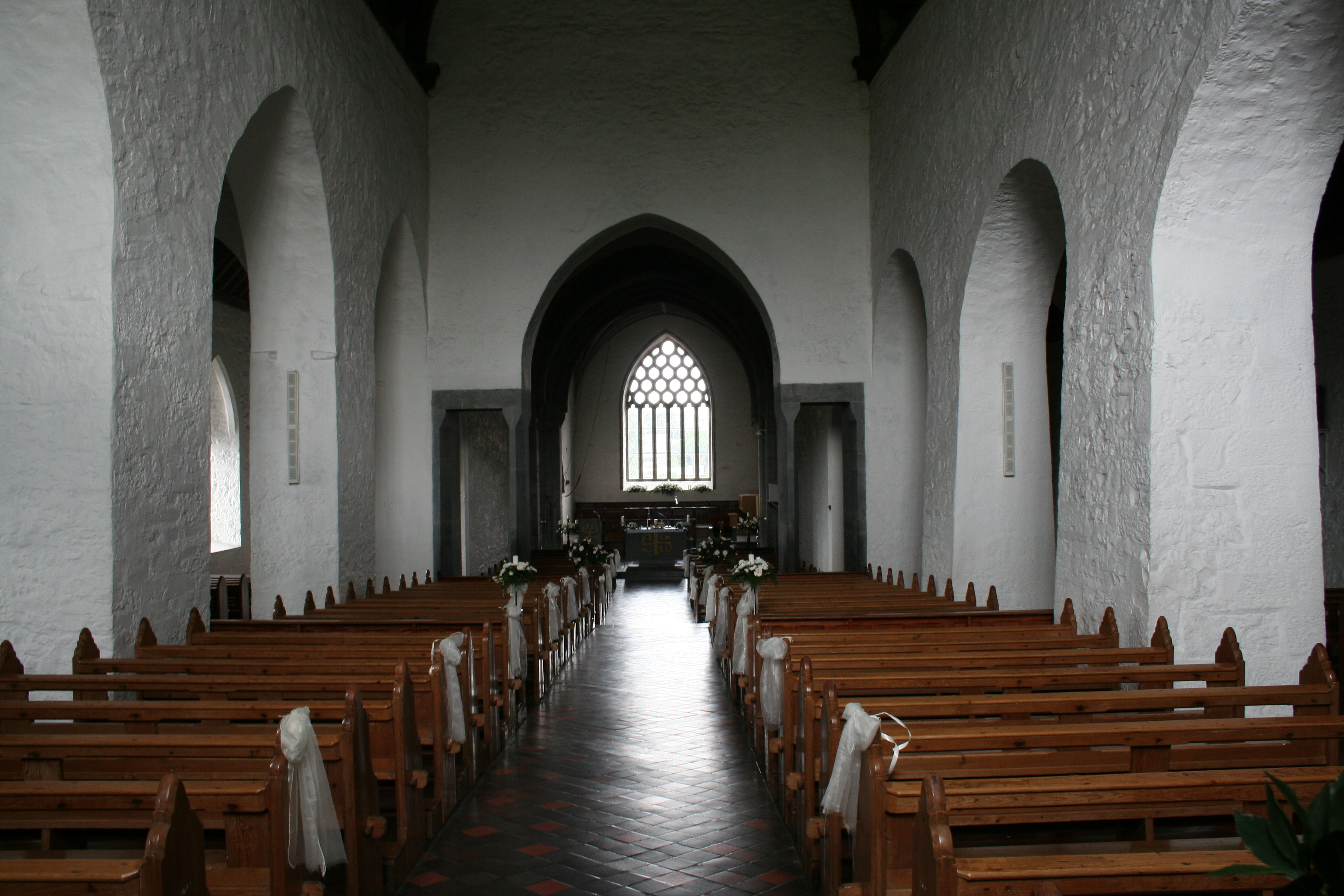